# 高雄市現代化綜合體育館
高雄市現代化綜合體育館，簡稱「高雄巨蛋」、K-Arena，位於中華民國高雄市左營區，為一座可容納一萬五千人的多功能體育場，2004年8月30日由中國鋼鐵和國揚建設合組的漢威巨蛋以BOT模式動工興建，2008年8月28日取得使用執照，2008年9月27日由時任高雄市市長陳菊與國際世界運動總會主席Ron Froehlich共同宣告啟用。高雄巨蛋是2009年世界運動會的比賽場地之一，也是高雄最大的多功能室內體育館，可以舉辦籃球和排球等比賽，也可以舉辦演唱會。
高雄巨蛋開發案是「健康、休憩、購物」三合一的多功能體育園區，總開發成本約為新臺幣79億元，高雄市現代化綜合體育館部分約新臺幣44億元，由行政院與高雄市政府對等投資共新臺幣15億元。

## 沿革
漢威巨蛋一開始即定位為開發管理公司，經營面皆交付委託，因此切割為兩大營運單位：百貨商場+停車場/巨蛋體育館(含體育館外圈店面與內部餐飲設施)+健身中心。

百貨商場因股東有漢神百貨，自開發初期漢神即參與規劃。

巨蛋體育館部分，2005年初曾與當時有意投標台北小巨蛋OT經營權的東森集團接觸，東森集團總裁王令麟指派當時台北小巨蛋OT專案負責人李柏熹進行評估，評估後向王令麟提出可行的經營條件，但與漢威期望有落差而作罷。直到2008年時近完工，再度展開委託經營廠商的接洽。為了能順利迎接開幕與2009世運會，在洽商潛在受託經營廠商的同時，必須有人力與制度能短期經營，因此聘請擁有台北小巨蛋經營實務並已轉任台北大巨蛋營運統籌的李柏熹擔任顧問，協助評選委託經營廠商、建立第一版的場地租用管理制度與人力，並順利承辦五月天、江蕙演唱會以及隨後的世運。經過審慎評估多組潛在委託經營團隊，最後由凱格大巨蛋運動股份有限公司出線獲得經營權。值得說明的是，漢威委託凱格的經營條件，與2005年東森所提出的條件差不多。2024年6月30日凱格大巨蛋運動股份有限公司經營權到期，2024年7月起則由高雄九太巨蛋股份有限公司取得經營權，簽署十五年合約。

## 建築設計
- 主體設施
- 附屬設施為漢神巨蛋購物廣場。

## 世運會比賽項目
- 運動舞蹈：拉丁、標準、搖滾。
- 體操：技巧、有氧體操、韻律體操、彈翻床、騰翻體操。

## 體育活動
| 日期                                                | 名稱                                                    |
| --------------------------------------------------- | ------------------------------------------------------- |
| 2011年1月6-9日                                      | Rise of Legends 傳奇再現夢幻球星網球邀請賽              |
| 2012年1月5-7日                                      | 第九季超級籃球聯賽例行賽、全明星賽                      |
| 2012年7月21日                                       | 2012神腦國際美國傳奇球星亞洲之旅高雄站                  |
| 2012年4月27日                                       | 101年全國身心障礙國民運動會開幕典禮                     |
| 2013年2月1-3日、3月30-31日、4月2日                  | 第十季超級籃球聯賽例行賽、總冠軍賽                      |
| 2014年3月29日-4月1日                                | 第十一季超級籃球聯賽總冠軍賽                            |
| 2013年6月29日                                       | 2013美國傳奇球星夢幻賽高雄站                            |
| 2013年8月21-27日                                    | 2013年佛光盃大學女子籃球邀請賽                          |
| 2013年9月16-20日                                    | 第一屆世界盃舞蹈大賽                                    |
| 2014年1月3-5日                                      | 2014年台苯男子桌球明星邀請賽                            |
| 2014年7月2-7日                                      | 2014年佛光盃國際籃球邀請賽                              |
| 2014年12月28日                                      | 高雄巨蛋三對三籃球賽                                    |
| 2015年1月1-4日                                      | 2015年台灣桌球名人賽                                    |
| 2015年3月31日-4月26日                               | 高雄KBL小聯盟籃球比賽                                   |
| 2015年8月5-10日                                     | 2015年佛光盃國際籃球邀請賽                              |
| 2015年10月17日                                      | 2015年全國運動會開幕式                                  |
| 2016年7月9-11日                                     | 2016年亞洲青年男子排球錦標賽                            |
| 2016年8月16-21日                                    | 2016年佛光盃國際籃球邀請賽                              |
| 2017年1月10-15日                                    | 105學年度高中籃球聯賽12強複賽                           |
| 2017年1月22-26日                                    | 2017年輝煌廣播網THBL台灣高中籃球聯賽                    |
| 2017年2月3-12日                                     | 第十四季超級籃球聯賽例行賽                              |
| 2017年3月20-23日                                    | 105學年度大專籃球聯賽公開二級決賽                       |
| 2017年3月24-26日                                    | 全鎰營造盃全國老馬籃球錦標賽競賽                        |
| 2017年5月20-21日                                    | 2017高雄巨蛋盃三對三籃球賽                              |
| 2017年7月1日                                        | 第一屆理事長盃競速比賽暨趣味競賽                        |
| 2017年7月25-30日                                    | 2017年佛光盃國際籃球邀請賽                              |
| 2017年9月30日-10月8日                               | 2017年高雄海碩男子網球公開賽                            |
| 2017年11月8-12日                                    | 2017年中華卓越盃國際手足球公開賽                        |
| 2017年12月19-24日                                   | 106學年度高中籃球聯賽12強複賽                           |
| 2017年12月29-31日、2018年1月5-7日、2018年4月21-22日 | 第十五季超級籃球聯賽例行賽                              |
| 2018年1月31日-2月3日                                | 2018THBL台灣高中籃球賽                                  |
| 2018年2月10-11日                                    | 2018高雄巨蛋運動嘉年華【越野路跑賽】                    |
| 2018年2月24-25日                                    | 2018高雄巨蛋運動嘉年華【三對三籃球賽】                  |
| 2018年3月17日                                       | 高雄巨蛋Mini Baseball春季大賽                           |
| 2018年4月21-22日                                    | 第十五季超級籃球聯賽總冠軍賽                            |
| 2018年5月20日                                       | 2018第二屆理事長巨蛋盃休閒直排輪競速賽                  |
| 2018年6月2日                                        | 高雄巨蛋ZUMBA大進擊之夏日晚瘋                           |
| 2018年7月2-8日                                      | 2018佛光盃國際大學籃球邀請賽                            |
| 2018年7月28日                                       | 寶得利盃2018第五屆台灣國際武術文化節                    |
| 2018年11月9-11日                                    | 2018IESF 世界電競錦標賽                                 |
| 2018年12月24-28日                                   | 107學年度高中籃球聯賽12強複賽                           |
| 2019年5月4-5日                                      | 第十六季超級籃球聯賽總冠軍賽                            |
| 2019年12月24-28日                                   | 108學年度高中籃球聯賽12強複賽                           |
| 2020年12月30日-2021年1月5日                         | 109學年度高中籃球聯賽12強複賽                           |
| 2020年11月-2021年4月                                | 2021–22年T1聯盟賽季熱身賽、例行賽                       |
| 2021年12月22-28日                                   | 110學年度高中籃球聯賽12強複賽                           |
| 2022年11月-2023年3月                                | 2022–23年T1聯盟賽季例行賽                               |
| 2022年12月21-27日                                   | 111學年度高中籃球聯賽12強複賽                           |
| 2023年8月2-7日                                      | 2023佛光盃大學籃球邀請賽                                |
| 2023年9月26-10月1日                                 | 2023年高雄羽球大師賽                                    |
| 2023年12月-2024年3月                                | 2023–24年T1聯盟賽季例行賽                               |
| 2024年6月18日-6月23日                               | 2024年高雄羽球大師賽                                    |
| 2024年7月23日-7月28日                               | 2024佛光盃大學籃球邀請賽                                |
| 2024年10月-2025年6月                                | 2024–25年台灣職業籃球大聯盟賽季例行賽、季後賽、總冠軍賽 |
| 2025年9月23年日-9月28日                             | 2025高雄羽球大師賽                                      |

## 演唱會
| 日期                                                 | 名稱                                                                 |
| ---------------------------------------------------- | -------------------------------------------------------------------- |
| 2008年12月5-6日                                      | 江蕙《初登場》                                                       |
| 2009年11月28日                                       | 陳綺貞《太陽》                                                       |
| 2010年3月27日                                        | 張惠妹《阿密特》                                                     |
| 2010年10月9-10日                                     | 江蕙《戲夢》                                                         |
| 2010年10月27日                                       | 海莉·薇思特拉《2010亞洲巡演》                                        |
| 2010年12月18日                                       | 張清芳《你喜歡我的歌嗎》                                             |
| 2010年12月25日                                       | 林慧萍 《一個人》                                                    |
| 2011年1月29日                                        | 陳奕迅《DUO》                                                        |
| 2011年3月12日                                        | 蔡琴《海上良宵》                                                     |
| 2011年4月30日                                        | 豬哥亮《萬秀之王2》                                                  |
| 2011年8月13日                                        | 羅志祥《舞法舞天》                                                   |
| 2011年9月3日                                         | 蔡健雅《Tanya & the Cities》                                         |
| 2011年10月1日                                        | 陳綺貞《夏季練習曲》                                                 |
| 2011年11月26日                                       | Super Junior、2AM、f(x)、miss A《大韓流大高雄》                      |
| 2011年12月3日                                        | 陳奕迅《DUO II》                                                     |
| 2011年12月17-18日                                    | 周杰倫《超時代》                                                     |
| 2012年2月10-11日                                     | 張學友 《1/2世紀》                                                   |
| 2012年4月21日                                        | 翁立友 《堅持》                                                      |
| 2012年8月18-19日                                     | 蘇打綠《當我們一起走過》                                             |
| 2012年8月24日                                        | 軒尼詩《炫音之樂》                                                   |
| 2012年8月11日                                        | 台灣啤酒《金牌音樂派對》                                             |
| 2012年10月20日                                       | 伍佰《大感謝》                                                       |
| 2012年12月8日                                        | 黃西田《2012巡迴》                                                   |
| 2013年1月19日                                        | 林憶蓮《MMXIII》                                                     |
| 2013年4月5日                                         | 三星電子《銀河旗艦》                                                 |
| 2013年4月13日                                        | 蔡依林《Myself》                                                     |
| 2013年6月1-3日                                       | 江蕙《鏡花水月》                                                     |
| 2012年7月6日                                         | 五木寬《五木寬》                                                     |
| 2013年7月27日                                        | 軒尼詩《炫音之樂》                                                   |
| 2013年8月10日                                        | 謝金燕《一級棒》                                                     |
| 2013年8月17-18日                                     | 詹雅雯《生命之歌》                                                   |
| 2013年9月28日                                        | Sensation 《白色幻境電子音樂派對》                                   |
| 2013年12月28日                                       | 陳奕迅《EASON's LIFE》                                               |
| 2014年1月25日                                        | 羅志祥《舞極限之舞魂再現安可》                                       |
| 2014年5月3日                                         | 彭佳慧《My Moments in Time》                                         |
| 2014年5月24日                                        | 蔡琴 好預兆《祝福滿溢》                                              |
| 2014年5月31日                                        | 蔡小虎《眾星拱月》                                                   |
| 2014年7月19日                                        | S.H.E《Together Forever》                                            |
| 2014年7月26日                                        | 丁噹《真愛好難得》                                                   |
| 2014年7月27日                                        | 五月天 《 Just Love It！ 》                                          |
| 2014年8月9日                                         | 蔡健雅《美麗突然發生》                                               |
| 2014年10月18日                                       | 伍佰& China Blue《無盡閃亮的世界》                                   |
| 2014年11月1-2日                                      | 蘇打綠《空氣中的視聽與幻覺》                                         |
| 2014年12月20日                                       | 陳綺貞《時間的歌》                                                   |
| 2015年1月17日                                        | 張懸《TO Ebb 潮水箴言》                                              |
| 2015年5月2日                                         | 鄧紫棋 《X.X.X.》                                                    |
| 2015年5月16-17日                                     | 詹雅雯《愛的港都2015希望》                                           |
| 2015年6月7日                                         | 民歌40《再唱一段思想起》                                             |
| 2015年7月18日                                        | MP魔幻力量《我們的主場》                                             |
| 2015年8月29-30日、9月4-6日、9月11-13日               | 江蕙《祝福》                                                         |
| 2015年9月19日                                        | 田馥甄《如果》                                                       |
| 2015年12月19日                                       | 林俊傑《時線：新地球》                                               |
| 2016年1月9日                                         | 張清芳《芳華盛宴》                                                   |
| 2016年1月30日                                        | 「兄弟本色」MC Hotdog熱狗 x 張震嶽 x 頑童MJ116《日落黑趴》           |
| 2016年3月19日                                        | A-Lin《SONAR聲吶》                                                   |
| 2016年5月7日                                         | 許富凱《青春少年夢》                                                 |
| 2016年5月21日                                        | 丁噹《我愛你戀習曲》                                                 |
| 2016年6月4日                                         | 謝金燕《蹦蹦趴》                                                     |
| 2016年6月11日                                        | 林宥嘉《The Great Yoga》                                             |
| 2016年9月11日                                        | BIGBANG 《MADE [V.I.P]》                                             |
| 2016年10月8日                                        | 余天《天籟余聲 傳奇五十》                                            |
| 2017年2月25日                                        | 玖壹壹《9453》                                                       |
| 2017年3月11日                                        | 魏如萱《末路狂花》                                                   |
| 2017年4月1日                                         | 金在中 《The REBIRTH OF J》                                          |
| 2017年5月6日                                         | 徐佳瑩《是日救星》                                                   |
| 2017年8月12-13日、8月18-20日、8月25-27日             | 張惠妹《烏托邦2.0慶典》                                              |
| 2017年9月2-3日                                       | 田馥甄《如果》                                                       |
| 2017年9月9日                                         | 費玉清《費玉清》                                                     |
| 2017年9月23日                                        | 伍佰& China Blue《透南風》                                           |
| 2017年11月25日                                       | 詹雅雯《我牽你 你牽伊》                                              |
| 2018年1月13日                                        | A-Lin《聲吶SONAR》                                                   |
| 2018年4月28日                                        | 林宥嘉 《THE GREAT YOGA》                                            |
| 2018年5月12日                                        | 動力火車《跟動力合唱》                                               |
| 2018年8月4日                                         | 畢書盡《My Best Moment》                                             |
| 2018年10月6日                                        | 楊丞琳《青春住了誰》                                                 |
| 2018年12月15日                                       | 徐佳瑩《是日救星》                                                   |
| 2019年1月4-6日                                       | 張學友《學友.經典》                                                  |
| 2019年1月19-20日                                     | 蕭敬騰《娛樂先生》                                                   |
| 2019年3月23日                                        | 八三夭《一事無成的偉大》                                             |
| 2019年4月27-28日                                     | 鄧紫棋《Queen Of Hearts》                                            |
| 2019年5月18-19日                                     | 吳宗憲 《2019演唱會》                                                |
| 2019年8月17日                                        | 玖壹壹 《臺玖線 一票玩到底》                                         |
| 2019年8月24-25日                                     | 周興哲 《你，好不好?》                                               |
| 2019年10月5-6日                                      | 林宥嘉 《IDOL》                                                      |
| 2019年11月23-24日                                    | 吳青峰 《太空備忘記》                                                |
| 2019年12月7日                                        | 詹雅雯 《詹雅雯30周年》                                              |
| 2019年12月14日                                       | 李聖傑 《FACE》                                                      |
| 2019年12月21日                                       | 伍佰 《Rock Star》                                                   |
| 2020年1月18日                                        | 李宗盛 《有歌之年》                                                  |
| 2020年8月22日                                        | 5566 《Since5566》                                                   |
| 2020年8月29日                                        | 八三夭 《想見你想見你想見你生日趴》                                  |
| 2020年11月20-22日、11月27-29日                       | 蔡依林 《Ugly Beauty》                                               |
| 2020年12月19-20日                                    | A-Lin《Passenger旅.課》                                              |
| 2021年5月8日                                         | 周華健《少年俠客》                                                   |
| 2021年11月27日                                       | 全明星運動會                                                         |
| 2022年1月15日                                        | 王心凌 《CYNDILOVES2SING 愛。心凌》                                  |
| 2022年2月19日                                        | 五堅情 《月面著陸》                                                  |
| 2022年2月26日                                        | 梁靜茹 《當我們談論愛情》                                            |
| 2022年7月23日                                        | 魏如萱《HAVE A NICE :DAY》                                           |
| 2022年8月13日                                        | 詹雅雯《大跨越》                                                     |
| 2022年8月14日                                        | 《夏日民歌嘉年華》                                                   |
| 2022年8月20日                                        | 謝金燕《TURN口罩》                                                   |
| 2022年9月16-17日                                     | 田馥甄《一一》                                                       |
| 2022年10月15日                                       | 動力火車 《都是因為愛》                                              |
| 2022年10月22日                                       | 5566 《2056》                                                        |
| 2022年11月12日                                       | 羅志祥《Evolution》                                                  |
| 2023年1月2日                                         | 伍佰 & China Blue《Rock Star》                                       |
| 2023年2月18日                                        | Backstreet Boys《DNA》                                               |
| 2023年2月26日                                        | Westlife《The Wild Dreams》                                          |
| 2023年3月31日-4月1日、4月3-5日、4月8-9日、4月14-16日 | 張惠妹《ASMR》                                                       |
| 2023年6月3日                                         | 周湯豪《REALIVE》                                                    |
| 2023年7月15日                                        | 盧廣仲《勵志的黃昏的故鄉》                                           |
| 2023年7月22日                                        | 彭佳慧《RUNWILD 怎樣》                                               |
| 2023年7月29-30日                                     | 告五人《宇宙的有趣》                                                 |
| 2023年8月19-20日                                     | A-Lin《A-LINK with PASSENGERS》                                      |
| 2023年9月7日                                         | Lauv《The Between Albums》                                           |
| 2023年9月16日                                        | 劉若英《飛行日》                                                     |
| 2023年10月14日                                       | 八三夭《顛倒世界》                                                   |
| 2023年10月28日                                       | 草蜢《RE: GRASSHOPPER》                                              |
| 2023年11月25日                                       | PEAK TIME 《ENCORE》                                                 |
| 2023年12月31日-1日                                   | 羅志祥《EVOLUTION》高雄巨蛋第一人也是第一个人跨年演唱会              |
| 2024年1月19日                                        | OneRepublic《OneRepublic The Artifical Paradise 》                   |
| 2024年1月27-28日                                     | SUPER JUNIOR《SUPER JUNIOR FAN PARTY》                               |
| 2024年2月24日                                        | 詹雅雯《春分》                                                       |
| 2024年3月2日                                         | 張清芳《TimeLESS》                                                   |
| 2024年4月20-21日                                     | 動力火車《都是因為愛》                                               |
| 2024年5月11日                                        | 韋禮安《如果可以，我想和你明天再見 again》                           |
| 2024年7月13日                                        | UNIS、權恩妃、華莎、宣美、Red Velvet、VCR MC神童《K-MEGA CONCERT》   |
| 2024年8月10日                                        | 宇宙人《α：回到未來》                                                |
| 2024年8月31日                                        | NXD、玟星、BTOB、太妍《ECO L!IVE CONCERT》                           |
| 2024年9月7-8日                                       | Energy《一觸即發》                                                   |
| 2024年9月14日                                        | 蔡健雅《Let's Depart！給世界最悠長的吻》                             |
| 2024年9月28-29日                                     | 鄭中基《Fragments of Wonder》                                        |
| 2024年10月5日                                        | 徐佳瑩《變得有些奢侈的事》                                           |
| 2024年11月23日                                       | 鄭伊健《Here & Now》                                                 |
| 2024年12月28、31日                                   | 羅志祥《30周年巡回演唱会》二度跨年                                   |
| 2025年1月25、26日                                    | SUPER JUNIOR《D&E WORLD TOUR ECLIPSE》                               |
| 2025年2月15日                                        | 《民歌50高峰會》                                                     |
| 2025年3月1日                                         | 麋先生《馬戲團運動》                                                 |
| 2025年3月15日                                        | 凱莉·米洛《Tension》                                                 |
| 2025年3月28、29、30日                                | 張學友《60+》                                                        |
| 2025年5月3日                                         | TRASH《幸福的末班車》                                                |
| 2025年5月23、24、25、29、30、31 日                   | 陳奕迅《Fear and Dreams》                                            |
| 2025年7月11、12、15、18、19、22、25、26日            | 江蕙《無．有》                                                       |
| 2025年8月2-3日                                       | FTISLAND、CNBLUE、N.Flying、Hi-Fi Un!corn、AxMxP《FNC BAND KINGDOM》 |
| 2025年8月9-10日                                      | 蘇打綠《二十年一刻》                                                 |
| 2025年8月16-17日                                     | 孫燕姿《就在日落以後》                                               |
| 2025年8月23日                                        | 蕭秉治《活著Alive》                                                  |
| 2025年8月30日                                        | 八三夭 《沒有翅膀的人》                                              |
| 2025年9月6-7日                                       | Energy《ALL IN 全面進擊》                                            |
| 2025年9月13日                                        | 蔡琴《不要告別》                                                     |
| 2025年11月8日                                        | 郭富城《ICONIC》                                                     |
| 2025年11月22、23日                                   | 伍佰 & China Blue《Rock Star 2》                                     |
| 2025年11月29日                                       | 周華健《少年的奇幻之旅3.0》                                          |
| 2025年12月19日                                       | 共和世代 《ONEREPUBLIC 2025 LIVE IN KAOHSIUNG》                      |

## 頒獎典禮
- KKBOX風雲榜：第13屆（2018）、第18屆（2023）、第20屆（2025）
- HITO流行音樂獎頒獎典禮：第9屆（2012）
- 金曲獎頒獎典禮：第33屆（2022）

## 音樂劇
| 日期                 | 名稱                           |
| -------------------- | ------------------------------ |
| 2012年7月7日         | 火焰之舞 史上最偉大踢踏舞蹈劇  |
| 2012年8月29日-9月2日 | 太陽劇團經典劇作《藝界人生》   |
| 2013年2月16-17日     | 歡樂鉅獻-冰上迪士尼-公主與英雄 |
| 2015年1月31日-2月1日 | 冰上迪士尼-勇敢追夢            |
| 2015年10月24-25日    | 大型冰上音樂劇-冰原歷險記      |
| 2020年2月1日         | 巨星閃耀百老匯                 |
| 2023年12月16日       | 火焰之舞                       |
| 2025年9月17日        | 火焰之舞                       |

## 其他大型表演活動
| 日期              | 名稱                                |
| ----------------- | ----------------------------------- |
| 2010年4月30日     | 豬哥亮《萬秀之王2》豬哥亮豪華歌舞秀 |
| 2010年5月7-8日    | FLL世界盃機器人大賽                 |
| 2010年10月2日     | 2010尬陣頭戲獅甲決賽                |
| 2012年10月13-14日 | 高雄戲獅甲陣頭大會、獅王大賽        |
| 2013年10月23日    | 看見台灣 電影首映會                 |
| 2013年12月15日    | 雙城戲獅甲                          |
| 2015年11月8日     | 2015高雄水陸戲獅甲                  |
| 2016年7月30-31日  | 第27屆飢餓三十人道救援行動          |
| 2017年7月15-16日  | 第28屆飢餓三十人道救援行動          |
| 2017年10月28-29日 | 2017高雄水陸戲獅甲                  |
| 2018年7月14-15日  | 第29屆飢餓三十人道救援行動          |
| 2019年7月13-14日  | 第30屆飢餓三十人道救援行動          |
| 2019年11月17日    | 2019高雄水陸戲獅甲                  |

## 展覽活動
| 日期                    | 名稱                                    |
| ----------------------- | --------------------------------------- |
| 2010年10月19日─10月20日 | 第一屆台灣國際扣件展                    |
| 2010年12月3日─12月4日   | 「2010產學育成 創業領航」創新研究成果展 |
| 2010年11月4日─11月7日   | 2010年高雄食品展                        |
| 2011年3月31─4月4日      | 2011年高雄市春季電腦展                  |
| 2011年4月7日─4月11日    | 2011高雄自動化機械展                    |
| 2011年11月10日─11月13日 | 2011年高雄食品展                        |
| 2011年6月9日─6月-13日   | 2011年高雄車展                          |
| 2011年7月23日─7月29日   | 建國百年 經建特展                       |
| 2012年3月13日─3月14日   | 第二屆台灣國際扣件展                    |
| 2012年4月13日─4月16日   | 2012年高雄市春季電腦展                  |
| 2012年6月21─6月25日     | 2012年高雄車展                          |
| 2013年7月11--7月15日    | 2013高雄電腦展                          |
| 2012年7月12日─7月16日   | 2012年高雄市電腦展                      |
| 2012年11月1日─11月4日   | 2012年高雄國際食品展                    |
| 2012年6月20─6月24日     | 2013年高雄車展                          |
| 2013年7月11--7月15日    | 2013年高雄電腦展                        |
| 2013年10月31日─11月3日  | 2013年高雄國際食品展                    |
| 2013年11月20日─11月22日 | 2013年國際高性能塑橡膠暨複材展          |

## 交通

### 公車
- 行經博愛路口(漢神巨蛋)的公車：217、100百貨幹線
- 行經捷運巨蛋站的公車：24、24(區間)、168東、168西、301(含區間)、紅62
- 行經捷運巨蛋站(裕誠路)的公車:3、16、紅36

### 高雄捷運
- 紅線巨蛋站5號出口

### 公共自行車
- 高雄市公共自行車租賃系統：
  - 三民家商(裕誠路側)：裕誠路/篤敬路口(捷運巨蛋站1號出口)
  - 捷運巨蛋站(2號出口)：博愛二路與文信路口西北側
  - 捷運巨蛋站(3號出口)：裕誠路486號(對側人行道)
  - 捷運巨蛋站(4號出口)：博愛二路450號(前人行道)
  - 捷運巨蛋站(5號出口)：博愛二路上/裕誠路口(近三民家商籃球場)

## 外部連結
- 官方网站
- 高雄市現代化綜合體育館的Facebook專頁